# Elektrociepłownia Siekierki
Elektrociepłownia Siekierki – największa polska elektrociepłownia, druga co do wielkości w Europie, mieszcząca się w Warszawie przy ulicy Augustówka 30. Oddana do użytku w roku 1961.
Zakład dysponuje mocą cieplną 2068 MW i mocą elektryczną 620 MW. Podstawowe jednostki wytwórcze EC Siekierki to cztery bloki, w tym trzy ciepłownicze o mocy 105 MWe każdy i jeden kondensacyjny z upustem ciepłowniczym o mocy 125 MWe. Część kolektorową stanowią cztery kotły parowe i pięć turbin. Dodatkowo przy bardzo niskich temperaturach zimą jest wykorzystywanych sześć kotłów wodnych. Budynek główny Elektrociepłowni Siekierki ma długość 400 metrów; po stronie wschodniej znajduje się kotłownia, natomiast po zachodniej - maszynownia. 
Zakład jest własnością PGNiG Termika SA (d. Elektrociepłownie Warszawskie SA oraz Vattenfall Heat Poland SA), spółki zależnej PGNiG.

## Historia

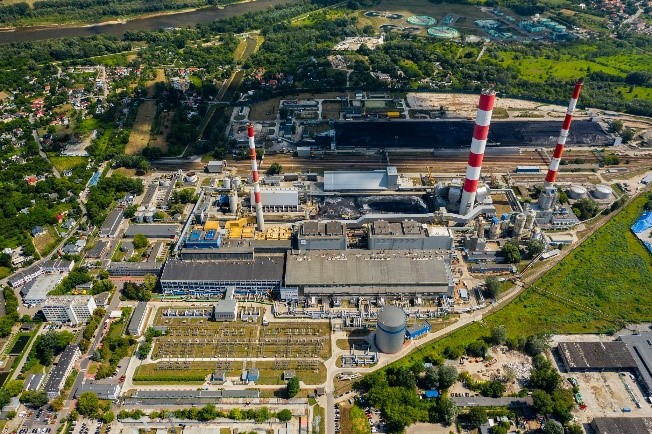
Elektrociepłownia Siekierki

Projekt elektrociepłowni zatwierdzono w roku 1954. Rozważano trzy lokalizacje: Augustówka, teren na Siekierkach przy zbiegu ulic Bartyckiej i Czerniakowskiej oraz okolice skrzyżowania ulic Czerniakowskiej i Chełmskiej. Ostatecznie w roku 1956 lokalizację na Augustówce zatwierdził ówczesny premier Józef Cyrankiewicz.
Pierwsze prace budowlane zaczęły się w roku 1958. Budowę powierzono Warszawskiemu Przedsiębiorstwu Budowy Elektrowni i Przemysłu "Beton-Stal". Pierwsza turbina o mocy 50 MW została podłączona 4 grudnia 1961. Datę tę przyjmuje się jako początek funkcjonowania elektrociepłowni, choć prace budowlane trwały jeszcze w roku 1962. Pod koniec roku 1962 elektrociepłownia dysponowała mocą 200 MW. W latach 1974–1978 w ramach rozbudowy elektrociepłowni uruchomiono cztery bloki ciepłownicze, a moc całkowita "Siekierek" przekroczyła 600 MW.
Najbardziej dramatycznym wydarzeniem w historii elektrociepłowni była noc sylwestrowa 1978 roku. W ostatnich dniach grudnia temperatura spadła gwałtownie z +8 do -15°C. Koleją został przywieziony zamarznięty węgiel bardzo słabej jakości. W elektrociepłowni nie było rozmrażalni – jej zbudowanie planowano już w roku 1962, ale w związku z lekkimi zimami Ministerstwo Gospodarki zrezygnowało z tych planów. Wezwano na pomoc wojsko, ale podczas kruszenia węgla materiałami wybuchowymi rozpadały się wagony. Elektrociepłownia dysponowała 30 tysiącami ton węgla, co stanowiło zapas tylko na kilka dni pracy. Zamrożony w wielkie bryły węgiel zsuwał się z pochyłych przenośników taśmowych, a do dyspozycji była tylko jedna spycharka. Rankiem 31 grudnia poprzez komunikaty nadawane w radiu i telewizji wszystkich pracowników wezwano do stawienia się w zakładzie. Węgiel rozbijano ręcznie przy pomocy kilofów i młotów pneumatycznych. 1 stycznia 1979 roku pracowały tylko jeden kocioł i jedna turbina, a moc elektrociepłowni spadła do 14 MW. Temperaturę tzw. wody zasilającej obniżono ze 150 °C do 40 °C. W całej Warszawie pękały zamarzające grzejniki. Przez kilka tygodni w kruszeniu węgla pomagali żołnierze i milicjanci.

### Kominy
Pierwszy komin o wysokości 120 metrów rozpoczął pracę w roku 1961, po podłączeniu pierwszej turbiny. Drugi komin został oddany pod koniec 1972 roku. Trzeci komin, wykorzystywany przez kotły olejowe, był gotowy w połowie roku 1977. W roku 2009 wybudowano dwa nowe kominy: 170- i 200-metrowy. Kominy powstawały w tempie 4 metrów na dobę. Niższy powstał w 50 dni, wyższy – w 64. Są to konstrukcje lite, bez spojeń. Mieszanka betonowa była wylewana do pierścieniowatej formy, która na hydraulicznych podnośnikach była unoszona w górę.
We wrześniu 2009 zakończono rozbiórkę komina 1, a w roku 2011 komina 2.

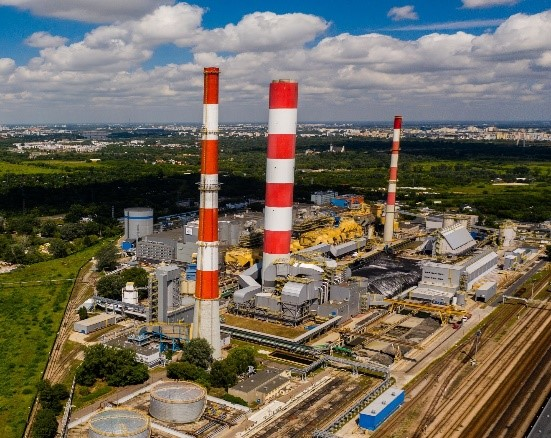
Kominy EC Siekierki. Od prawej kominy 4, 5, 3.

### Instalacje środowiskowe
Elektrociepłownia Siekierki wyposażona jest w szereg instalacji środowiskowych, których zabudowa pozwala znacznie ograniczyć wpływ pracy zakładu na jakość powietrza w Warszawie. Redukowane są stężenia następujących substancji:
Tlenki azotu (NOx)
Wszystkie kotły pracujące w EC Siekierki wyposażone są w palniki niskoemisyjne oraz dysze OFA ograniczające emisje tlenków azotu metodą pierwotną. Ponadto kotły blokowe i dwa kotły części kolektorowej wyposażone zostały w instalację redukcji tlenków azotu metodą wtórną. Dla kotła nr 1 jest to instalacja SNCR (selektywna niekatalityczna redukcja tlenków azotu) dla pozostałych kotłów instalacja SCR (selektywna katalityczna redukcja tlenków azotu). Ponadto instalacje SCR i SNCR wykorzystują roztwór wody amoniakalnej jako reagent redukujący tlenki azotu do azotu i pary wodnej. Dzięki zastosowaniu wymienionych układów EC Siekierki uzyskuje stężenie NOx w spalinach na wylocie z kominów E4 i E5 spełniając aktualnie obowiązujące normy emisji spalin.
Dwutlenek siarki (SO2)
Kocioł nr 2 wyposażony jest w instalację półsuchego odsiarczania spalin (IOS), która wykorzystując reagent w postaci wapna hydratyzowanego redukuje emisję SO2. Dodatkową korzyścią płynącą z pracy IOS jest wstępna redukcja zapylenia spalin. Dzięki pracy instalacji możliwe jest osiągnięcie stężenia tlenków siarki w spalinach na wylocie z kotła nr 2 na poziomie poniżej 100 mg/m3u.
Pozostałe kotły węglowe podłączone są do instalacji MIOS (Instalacja Mokrego Odsiarczania Spalin). Jako reagent w tej instalacji wykorzystywana jest mączka kamienia wapiennego, która reagując z zawartymi w spalinach tlenkami siarki wiąże je do postaci uwodnionego gipsu. Gips jest produktem ubocznym pracy instalacji MIOS i jest wykorzystywany w przemyśle budowlanym. Dzięki pracy instalacji stężenia tlenków siarki w spalinach opuszczających komin E5 utrzymywane są na poziomie poniżej 200 mg/m3u.
Pył

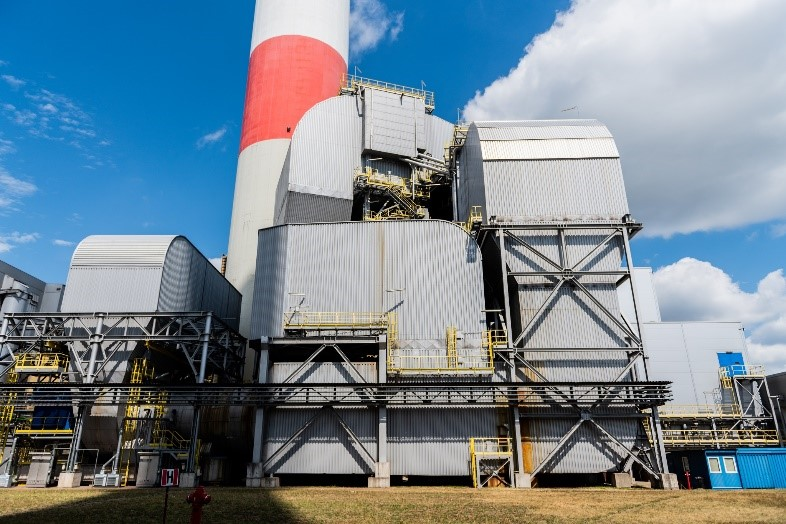
Instalacja MIOS

Wszystkie kotły węglowe oraz kocioł nr 1 (biomasowy) wyposażone zostały w filtry, których zadaniem jest wychwytywanie cząstek pyłu ze spalin. Większość wyposażona została w elektrofiltry.
Dwa kotły posiadają filtry workowe. Proces usuwania pyłu ze spalin w filtrze workowym polega na zatrzymywaniu go na specjalnej konstrukcji obleczonej tkaniną. Tkanina ta jest cyklicznie otrzepywana sprężonym powietrzem a zatrzymany pył transportowany poprzez pneumatyczny układ odprowadzania popiołu do odpowiednich zbiorników.
Sprawność odpylania filtrów pyłu zainstalowanych w EC Siekierki wynosi 99,9%. 
Kocioł opalany biomasą
Kocioł nr 1 pracujący w części kolektorowej EC Siekierki jest opalany paliwem biomasowym. Energia wyprodukowana przez ten kocioł jest energią pochodzącą ze źródła odnawialnego (zieloną energią). Kocioł pracuje w technologii BFB (fluidalnego złoża bąbelkowego). Pozwala to ograniczyć temperaturę spalania, a co za tym idzie w sposób pierwotny redukuje stężenia tlenków azotu w spalinach opuszczających kocioł.
Zakład separacji popiołów
Na terenie EC Siekierki od roku 2017 funkcjonuje Zakład Separacji Popiołów Siekierki. Jest to instalacja powstała na skutek współpracy PGNiG TERMIKA SA i spółki Lafarge CEMENT S.A. Praca instalacji polega na separowaniu popiołu surowego produkowanego przez kotły zasilane węglem kamiennym na dwa produkty:
·      ProAsh® – popiół o zawartości części palnych poniżej 5%, który jest surowcem do produkcji cementu i betonu

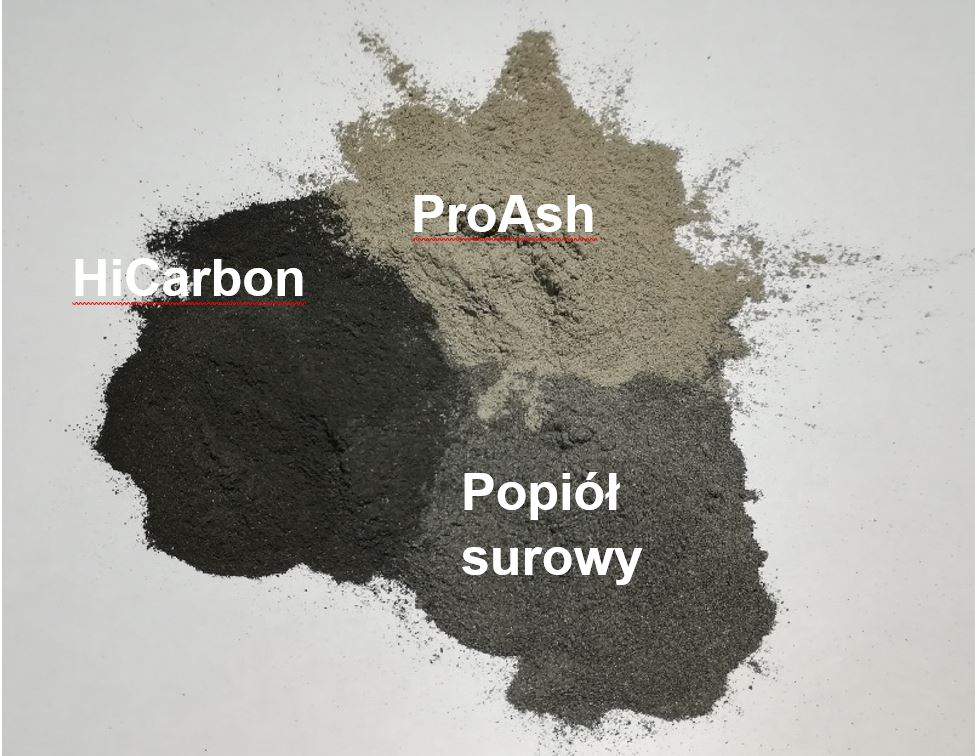
Przedstawienie popiołu przed i po separacji w zakładzie ZSPS

·      HiCarbon - o zawartości części palnych ponad 30% i wartości opałowej ok. 8 ÷ 11 MJ/kg przeznaczony do ponownego spalania w celu produkcji energii.
Zakład ZSPS jest w stanie przeseparować ok. 200 000 ton popiołu surowego rocznie.

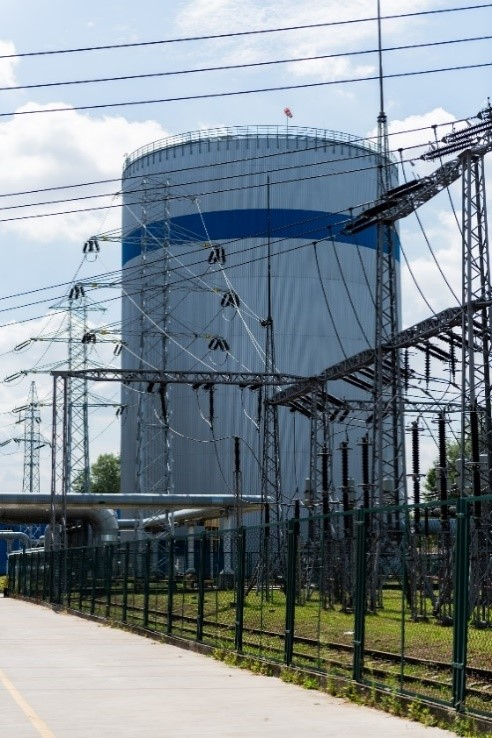
Akumulator ciepła

### Akumulator ciepła
Budowa akumulatora ciepła została rozpoczęta w roku 2008, a zakończona w marcu 2009 roku. Ma wysokość 47 metrów i pojemność 30,4 tys. m³. Jest to pierwszy tak duży obiekt w Polsce.
W urządzeniu wykorzystuje się fakt, że woda zimna nie miesza się z ciepłą pod warunkiem, że dodaje się ją ostrożnie i powoli. Woda zimna (o temperaturze ok. 40 °C) znajduje się na dole, a gorąca (o temperaturze nieprzekraczającej 95 °C) utrzymuje się na górze. Jeśli elektrociepłownia potrzebuje ciepłej wody, zasysa ją rurami znajdującymi się w górnej części zbiornika, dodając równocześnie taką samą ilość zimnej wody od dołu. Jeśli gorącej wody jest nadmiar, proces odbywa się w drugą stronę.
Popyt na gorącą wodę jest różny nie tylko w zależności od pory roku, ale też pory dnia (największy popyt na ciepło jest rano i wieczorem). Dopóki nie było akumulatora, w godzinach szczytu elektrociepłownia musiała uruchamiać dodatkowe kotły służące tylko do podgrzewania wody. Było to nieekonomiczne, gdyż z węgla spalonego w tych kotłach uzyskuje się tylko połowę energii, którą z tej samej ilości węgla mogą wyprodukować urządzenia wytwarzające jednocześnie prąd i ciepło.
Akumulatory ciepła są wykorzystywane powszechnie w krajach skandynawskich. W Polsce kilkakrotnie mniejsze akumulatory działają w Siedlcach, Ostrołęce i Białymstoku

### Awarie
24 kwietnia 1976 roku miała miejsce jedna z największych awarii, jakie wydarzyły się w elektrociepłowni. Około godziny 13 pękła turbina generatora nr 4. Oderwane od turbiny łopatki zniszczyły część dachu, a wyciekający z turbiny olej zapalił się.
Dnia 2 czerwca 2010 o godzinie 10:44 wybuchł pożar w turbinie 6, zapalił się zbiornik z olejem. Na miejscu pojawiło się 16 jednostek straży pożarnej. W budynku technologicznym, w którym pojawiły się płomienie, odłączono zasilanie. Lekkich poparzeń doznali strażak oraz pracownik; drugi strażak biorący udział w akcji uległ podtruciu. Pożar ugaszono o 11:45, akcja wychładzania zbiornika z olejem zakończyła się o 12.30.

## Plany
Właściciel elektrociepłowni spółka PGNiG Termika planuje budowę na terenie elektrociepłowni nowego bloku gazowo-parowego, co ma umożliwić wyłączenie dwóch bloków węglowych i ograniczenie zużycia węgla z 1,2 do 0,2 mln tony rocznie.
W 2022 roku spółka zrezygnowała z budowy instalacji do współspalania rocznie ok. 90 tys. ton odpadów: biomasy i RDF (ang. Refuse Derived Fuel, odpadów o dużej wartości opałowej).